# جيمس وايت (جغرافي)
جيمس وايت هو جغرافي كندي، ولد في 3 فبراير 1863 في إنجرسول في كندا، وتوفي في 1928.